# Stazione di Yotsuya
La stazione di Yotsuya (四ッ谷駅?, Yotsuya-eki) è una stazione ferroviaria di Tokyo che serve le linee Chūō Rapida e Chūō-Sōbu, nonché le linee Marunouchi e Namboku della Tokyo Metro. È gestita dalla JR East.

## Linee

### Treni
- East Japan Railway Company
  - ■ Linea Chūō Rapida
  - ■ Linea Chūō-Sōbu

### Metropolitana
- Tokyo Metro
  - Linea Marunouchi
  - Linea Namboku